# نغوين كوانغ هاي
نغوين كوانغ هاي (بالفيتنامية: Nguyễn Quang Hải)‏ هو لاعب كرة قدم فيتنامي في مركز الهجوم، ولد في 1 نوفمبر 1985 في نها ترانج في فيتنام. شارك مع منتخب فيتنام تحت 23 سنة لكرة القدم ومنتخب فيتنام لكرة القدم. أما مع النوادي، فقد لعب مع نادي تان كوانغ نين ونادي نافيبانك سايغون.

## وصلات خارجية
- نغوين كوانغ هاي على موقع قاعدة بيانات كرة القدم.إي يو (الإنجليزية)
- نغوين كوانغ هاي على موقع ناشيونال فوتبول تيمز (الإنجليزية)